# NGC 1314
NGC 1314 est une galaxie spirale située dans la constellation de l'Éridan. Elle a été découverte par l'astronome américain Francis Leavenworth en 1835.

## Caractéristiques
Sa vitesse par rapport au fond diffus cosmologique est de 3 767 ± 12 km/s, ce qui correspond à une distance de Hubble de 55,6 ± 3,9 Mpc (∼181 millions d'al).
La classe de luminosité de NGC 1314 est IV et elle présente une large raie HI.
En raison d'une brillance de surface égale à 15,01 mag/am2, on peut qualifier NGC 1314 de galaxie à faible brillance de surface (LSB en anglais pour low surface brightness). Les galaxies LSB sont des galaxies diffuses (D) avec une brillance de surface inférieure de moins d'une magnitude à celle du ciel nocturne ambiant.